# Шипи (Курська область)
Шипи (рос. Шипы) — село в Обоянському районі Курської області Російської Федерації.
Населення становить 454 особи. Входить до складу муніципального утворення Зоринська сільрада.

## Історія
Населений пункт розташований на території українського етнічного та культурного краю Східна Слобожанщина.
Від 2004 року входить до складу муніципального утворення Зоринська сільрада.

## Населення
| 2002 | 2010 |
| ---- | ---- |
| 529  | ↘454 |